# José Luis Guerín
José Luis Guerín (Barcellona, 1960) è un regista e sceneggiatore spagnolo.
I suoi lavori sono caratterizzati da uno stile chiaro e raffinato, ponderato e con una forte vocazione poetica in connessione con tutta la storia del cinema. Nel cinema spagnolo, è solitamente associato allo stile di Víctor Erice, ma le fonti d'ispirazione sono molte e varie: Jonas Mekas (con il quale ha condiviso una corrispondenza nel 2011), Robert Bresson, Philippe Garrel, Glauber Rocha, Buster Keaton, Jean Rouch, il cinema muto comico di Chaplin e Buster Keaton e così via, attraverso numerose trame di film storici fino ai fratelli Lumière.

## Evoluzione artistica
Dopo un lungo periodo di sperimentazione in formati più piccoli (8 e 16 mm), che in alcuni casi hanno dato origine a cortometraggi sperimentali e in altri sono rimasti come materiale inedito, appunti e note, nel 1983 realizza il suo primo lungometraggio in 35 millimetri: Los motivos de Berta.

### Innisfree
Tra la fine degli anni '80 e l'inizio degli anni '90 iniziò il progetto Innisfree, un film girato nel villaggio irlandese Cong, nella contea di Mayo, in cui John Ford ambientò El hombre tranquilo (1952). In questo film si verifica lo spostamento della memoria visiva tra le posizioni del film fordiano e le caratteristiche del documentario etnografico.

### Tren de sombras
L'uscita di Tren de sombras (1997) coincide con il centenario dell'invenzione del cinematografo. In esso si assiste all'analisi archeologica del cinema originario attraverso alcuni film per famiglie trovati nella città francese di Le Thuit, di proprietà del cameraman amatoriale Monsieur Fleury. Con questo film Guerín ha ricevuto il National Film Award della Catalogna nel 1999.

### En construcción
Nel 2001 ha presentato En Construcción, un documentario basato sulla riqualificazione del quartiere di Raval a Barcellona. È un progetto effettuato con la collaborazione di vari studenti coinvolti per tre anni per la sua realizzazione, alternando varie fasi di ripresa con periodi di lavoro e studio nella sala di montaggio, con un processo parallelo di scoperte attraverso le immagini che hanno costantemente riorientato il lavoro. Quest'opera è stata riconosciuta a livello internazionale con la vittoria del Premio FIPRESCI di International Critics, del Premio speciale della giuria al Festival del film di San Sebastián, del National Cinematography e del Premio Goya come miglior film documentario.

### En la ciudad de Sylvia
En la ciudad de Sylvia debutta nel 2007 al Festival di Venezia. Questo film, sebbene sia completamente indipendente e autonomo, fa parte di una più grande ricerca creativa che si è riflessa nello stesso anno in un altro film (Unas fotos en la ciudad de Sylvia) e nell'installazione Las mujeres que no conocemos.
Il film è basato sulla visione e sulle impressioni di un ragazzo (Xavier Laffitte) che torna nella città di Strasburgo in cerca di una ragazza che ha incontrato anni fa. La sua ricerca lo confonde e gli fa scoprire allo stesso tempo i volti, i capelli e le figure femminili che incontra casualmente, una serie di schizzi di disegni, una donna che cattura con forza la sua attenzione (Pilar López de Ayala), una persecuzione per le strade della città, tram che vanno e vengono, il vento che muove i fogli del tuo sketchbook, i significati che iniziano ad emergere...
Gli sfondi sonori spiccano in questo film, con la presenza di una curata serie di frammenti intenzionalmente registrati nella città di Strasburgo come complemento atmosferico dell'immagine.

### Unas fotos en la ciudad de Sylvia
''Unas fotos en la ciudad de Sylvia'' è un film composto da fotografie fisse in successione, silenziose e in bianco e nero, punteggiate da vari segni che ne guidano la connessione. Si tratta dell'assemblaggio di una serie di reperti, note, appunti e schizzi accumulati da Guerín durante i suoi viaggi con la sua piccola macchina fotografica digitale, sempre in parallelo con altre opere artistiche che, in un modo o nell'altro, vengono citate all'interno del film: dipinti, fotografie, romanzi, poesie...

### Las mujeres que no conocemos
Las mujeres que no conocemos è un'installazione fotografica, che Guerín ha presentato al Padiglione della Spagna alla Biennale di Venezia nel 2007, successivamente esposto al CCCB (Centre de Cultura Contemporània de Barcelona) nel 2008. Ancora una volta, anche in questa installazione, le immagini riportate suggeriscono idee e forme intorno al desiderio, alla figura femminile e alle origini della ricerca creativa.

### Guest
Portando avanti filone artistico lavorativo delle registrazioni mediante una fotocamera digitale che porta ovunque con il sostegno di un buon lavoro sul suono, Guerín nel 2010 termina il documentario Guest, un diario di viaggio sottotitolato "diario di bordo". Questo film inizia con registrazioni che il cineasta ha accumulato durante i suoi vari viaggi di presentazione del suo film La ciudad de Sylvia.

### La Dama de Corinto/Dos Cartas a Ana
Dos Cartas a Ana è il mediometraggio che ricopre il ruolo principale nell'installazione video de La Dama de Corinto. Sia nel film di media lunghezza che nell'installazione, Guerín esplora il rapporto tra cinema e pittura, basandosi sul racconto di Plinio il Vecchio sull'invenzione della pittura.

### Corrispondenza
Le lettere tra José Luis Guerín e Jonas Mekas fanno parte di un progetto molto ampio intitolato Todas las cartas, su richiesta del CCCB e con Jordi Balló come curatore. Assemblate come installazione anche nella Casa Encendida di Madrid, Intermedio le ha raggruppate tutte insieme in una confezione con diversi dischi. La raccolta, seguendo la formula iniziata da Víctor Erice e Abbas Kiarostami, ha riunito registi internazionali come Isaki Lacuesta e Naomi Kawase nel dialogo e nella conversazione audiovisiva;altri artisti come Albert Serra e Lisandro Alonso, Jaime Rosales e Wang Bing, Fernando Eimbcke e Yo Song Kim. Nel loro dialogo, Guerín e Mekas discutono delle scoperte nelle immagini, nel processo creativo e nella memoria.

### Recuerdos de una mañana
Questo film, prodotto in Corea, raccoglie le testimonianze dei residenti e dei lavoratori della ''calle de Caspe'' a Barcellona, dove, anni fa, si verificò un evento poco chiaro nel quale un musicista si tolse la vita gettandosi fuori dalla finestra dell'appartamento in cui viveva. La ricostruzione degli eventi e il ricordo del vicino scomparso gravitano sulle immagini di questo film, anch'esse girate con una piccola videocamera digitale.

### La academia de las musas
La academia de las musas presenta una conversazione in spagnolo, catalano e italiano tra diverse persone sulla Divina Commedia, ma la tematica non è solamente questa. Sembra essere un documentario di un professore italiano che tiene il suo seminario di poesia all'Università di Barcellona, ma le sue idee sulle muse si trasformano infine in una storia in cui entrano in gioco le differenze tra amore, passione e attrazione sociale. Premiato a Siviglia: "Un premio di questa portata per un film che vuole trovare il proprio pubblico e che, senza dubbio, lo ha, è sicuramente il miglior riconoscimento", ha affermato Guerín.

## Filmografia

### Cortometraggi
Negli anni '70 e '80, José Luis Guerín ha realizzato varie opere nei formati 8 e 16 mm e in video: appunti di viaggio, schizzi di ritratti e annotazioni durante le interviste con registi, che, in alcuni casi, hanno portato a piccoli cortometraggi sperimentali, la cui maggioranza, però, rimane come materiale inedito nei file personali del regista.

### Lungometraggi
- Los motivos de Berta (35 mm, 1984)
- Innisfree (35 mm, 1990)
- Tren de sombras (El espectro de Le Thuit) (35 mm, 1997)
- En construcción (vídeo, 2001)
- En la ciudad de Sylvia (35 mm, 2007)
- Unas fotos en la ciudad de Sylvia (vídeo, 2007)
- Guest (vídeo. 2010)
- Correspondencias (vídeo, 2011)
- Recuerdos de una mañana (vídeo, 2011)
- La academia de las musas (vídeo, 2015)

### Mediometraggi
- Dos cartas a Ana (2011)

### Installazioni
- Las mujeres que no conocemos (cronofotografía, Bienal de Venecia, 2007)
- La Dama de Corinto (Museo de Arte Contemporáneo Esteban Vicente, Segovia, 2011).

## Riconoscimenti
- 2001 – Premio Nacional de Cinematografia
- Premio Goya
  - 2002 – Miglior documentario per En construcción
- Festival Internacional de Cine de Huesca
  - 2011 – Premio Ciudad de Huesca Carlos Saura[1]